# إيلين بارنز
إيلين بارنز (بالإنجليزية: Eileen Barnes)‏ هي رسامة نباتية ‏ وفنانة أيرلندية، ولدت في 1876 في دبلن في جمهورية أيرلندا، وتوفيت في 1956 في Sir Patrick Dun's Hospital ‏ في جمهورية أيرلندا.